# 기리노 나쓰오
기리노 나쓰오(桐野夏生, 1951~)는 일본의 소설가이다
1993년 《얼굴에 흩날리는 비》로 제39회 에도가와 란포 상을 수상했다. 그 후 1998년 《아웃》으로 일본 추리 작가 협회상을 수상했다.
1999년 《부드러운 볼》로 나오키 상을 수상하고 2003년 《그로테스크》로 이즈미 교카 상을 수상한것에 이어 2004년에는 《잔학기》로 제17회 시바타 렌자부로 상을 수상하였다.
같은 해 《아웃》이 에드거 상 후보에 올라 전 세계에 이름을 알렸다.

## 같이 보기
- 일본 문학